# Notamacropus agilis
Notamacropus agilis là một loài động vật có vú trong họ Macropodidae, bộ Hai răng cửa. Loài này được Gould mô tả năm 1841.
Con đực lớn hơn khá nhiều so với con cái, con đực có chiều dài đầu và thân lên đến 85 cm và cân nặng 16–27 kg còn con cái dài 72 cm và cân nặng 9–15 cm. Đuôi của cả con đực và con cái đều dài và uyển chuyển, đuôi dài bằng thân và đầu. Chúng có tai khá lớn có rìa màu đen và mũi tai cũng màu đen. Lưng có màu nâu cát còn phía trên màu hơn trắng. Chúng có dải sẫm màu giữa hai tai, một màu nhạt hai bên má và một dải nhạt nữa dọc đùi.

## Phân loài
- N. a. agilis - loài chỉ định được tìm thấy ở Lãnh thổ Bắc Úc;
- N. a. jardinii - phân loài này được tìm thấy trên các bờ biển phía bắc và phía đông của Queensland;
- N. a. nigrescens - được tìm thấy ở các khu vực Kimberley và Arnhem Land ở Tây Úc;
- N. a. papuanus - được tìm thấy ở Nam và Đông Nam Papua New Guinea và một số đảo láng giềng.[3]

## Hình ảnh

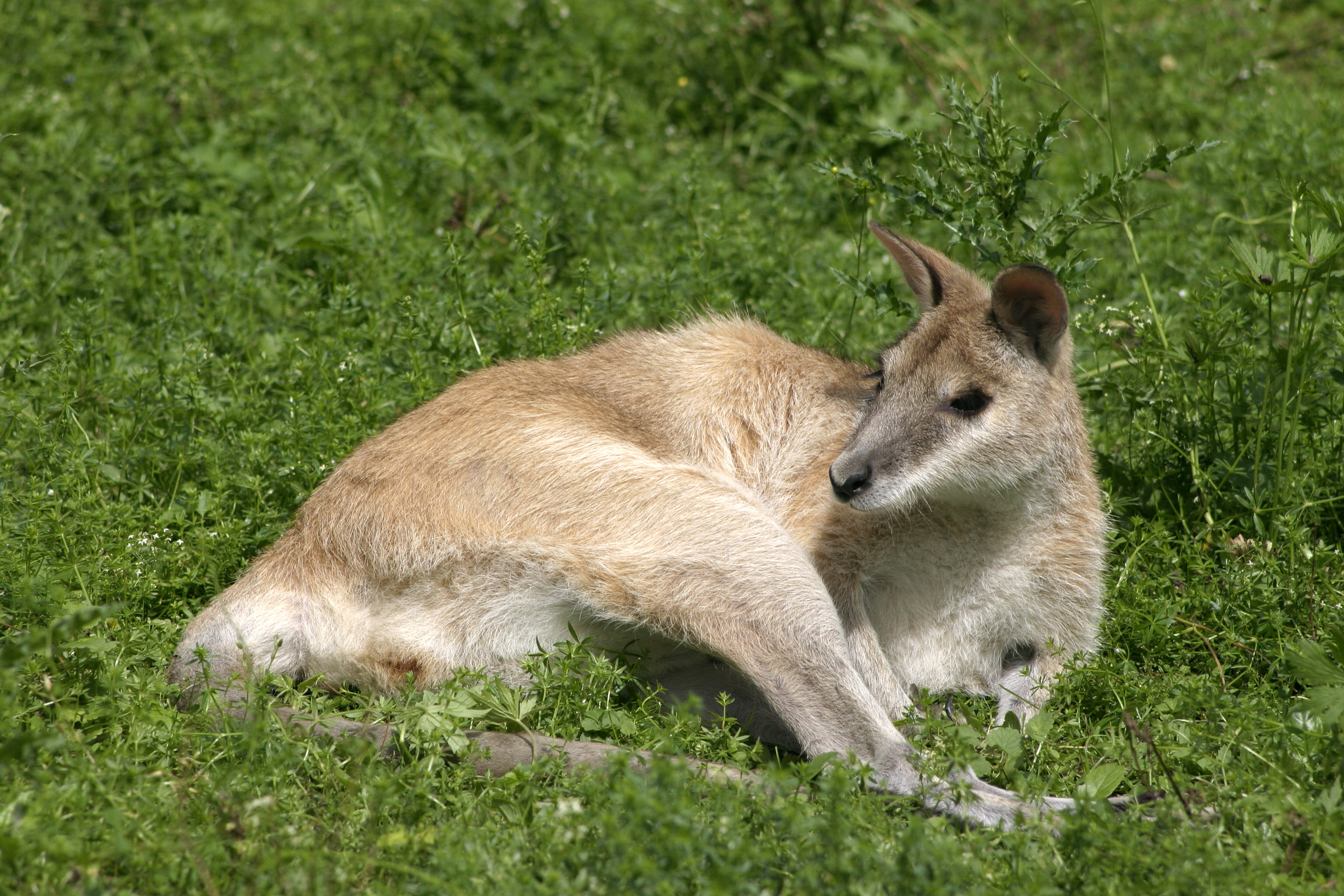
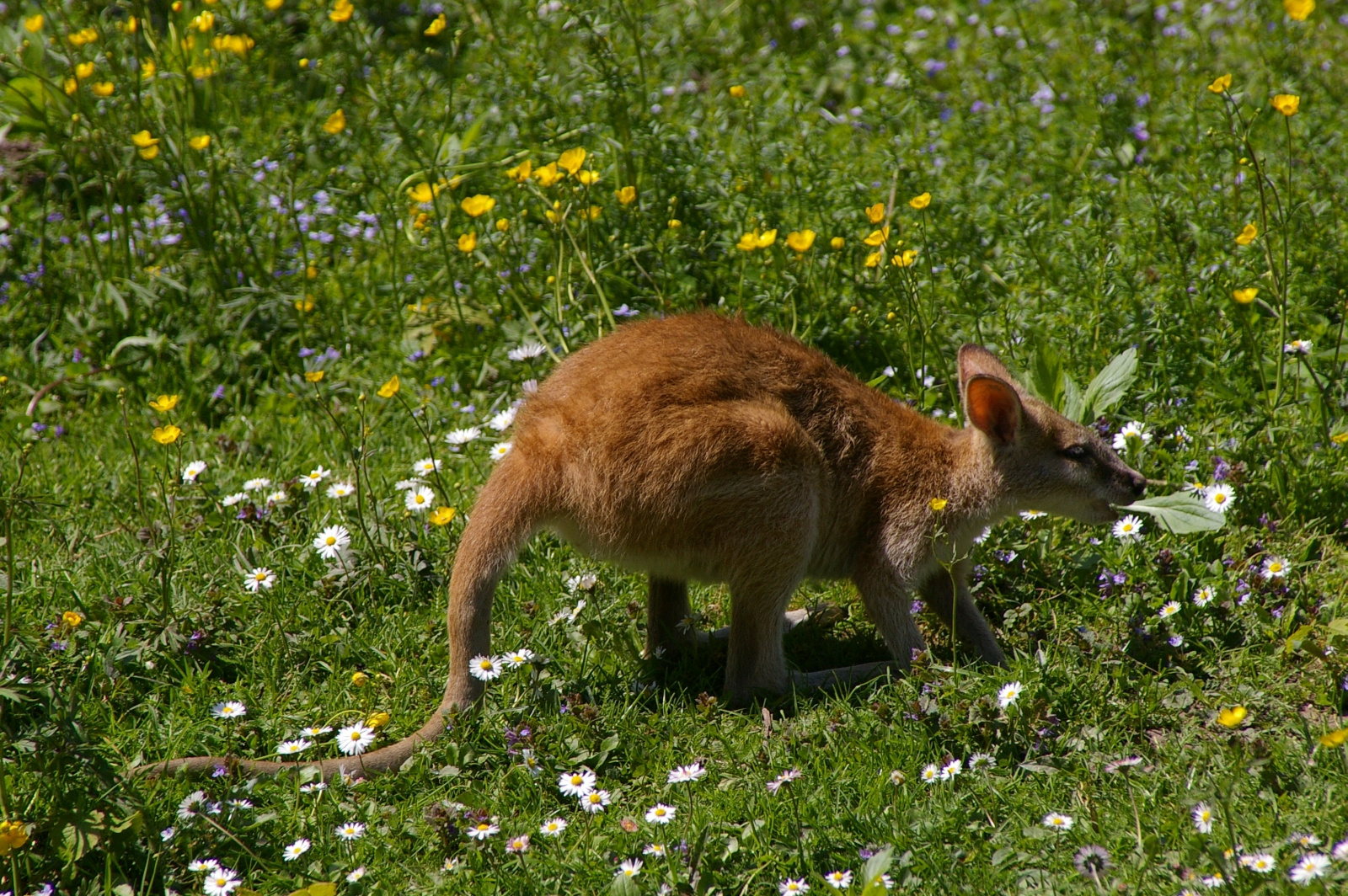
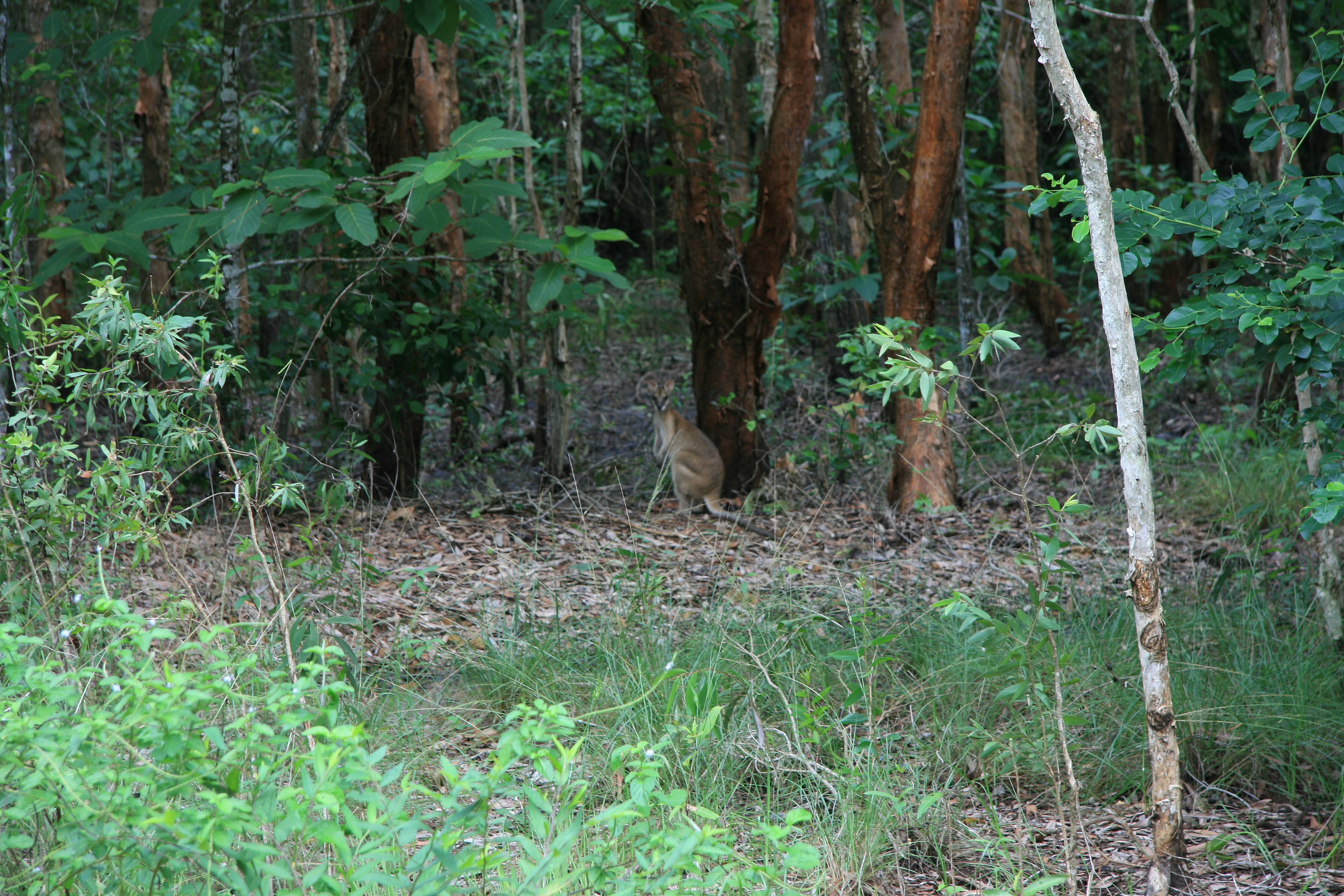
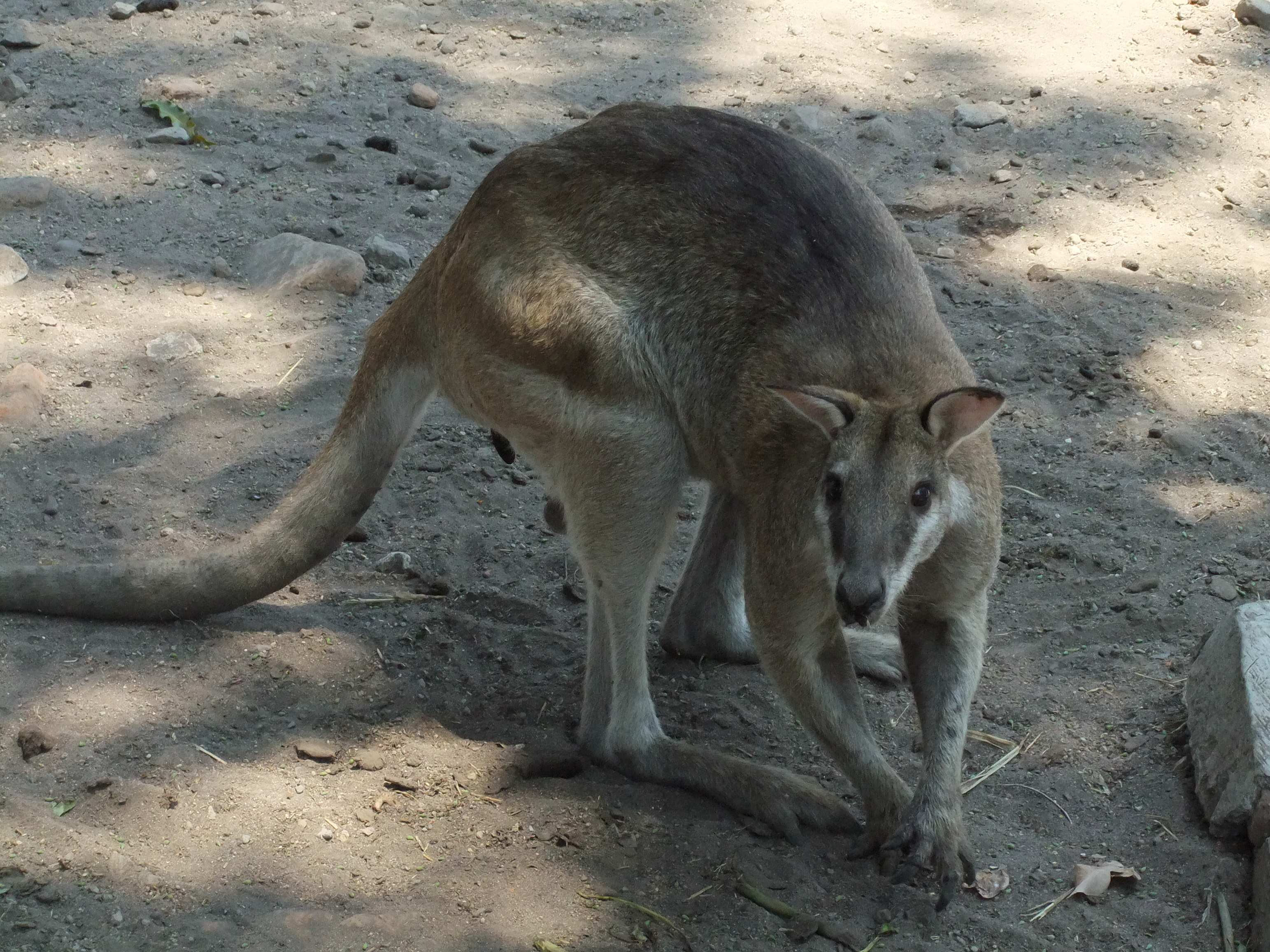